# Halsheim

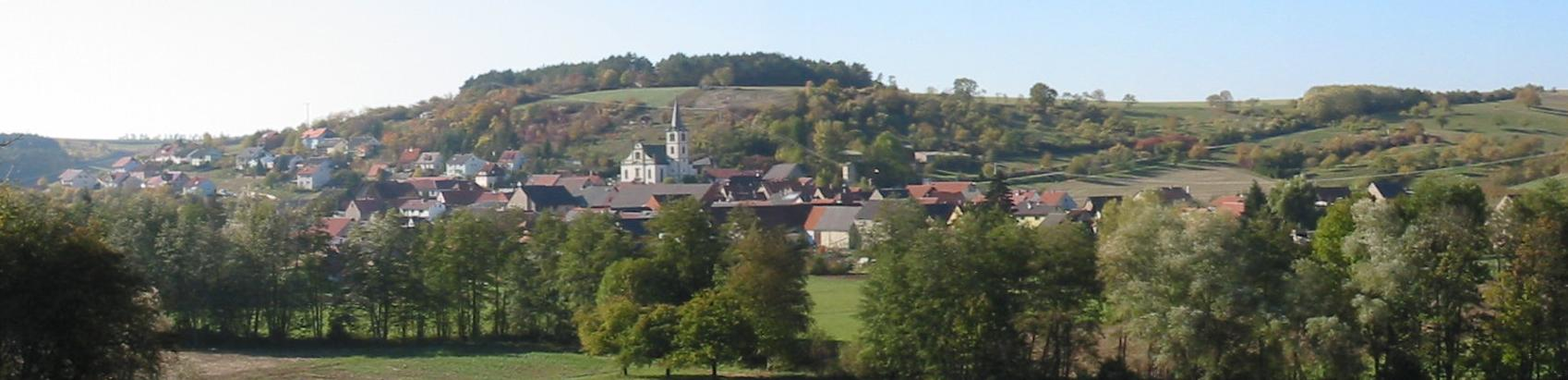
Halsheim

Halsheim is een plaats in de Duitse gemeente Arnstein, deelstaat Beieren, en telt 242 inwoners (31-12-2018).